# Il cervello di Donovan (film)
Il cervello di Donovan (Donovan's Brain) è un film del 1953 diretto da Felix E. Feist.
È un film di fantascienza statunitense a sfondo orrorifico con Lew Ayres, Gene Evans e Nancy Davis, tratto dal romanzo del 1943 Il cervello di Donovan di Curt Siodmak che aveva già ispirato, in precedenza, La donna e il mostro del 1944 (di cui il film è considerato un remake). Lo stesso soggetto verrà utilizzato per L'uomo che vinse la morte del 1962. È incentrato sui tentativi di mantenere vivo il cervello del milionario megalomane Walter H. Donovan dopo un incidente aereo.

## Produzione
Il film, diretto da Felix E. Feist su una sceneggiatura di Hugh Brooke e Felix E. Feist con il soggetto di Curt Siodmak (autore del romanzo), fu prodotto da Tom Gries per la Dowling Productions e girato nei Motion Picture Center Studios a Hollywood in California dal 12 febbraio 1953. Il film doveva originariamente essere diretto dallo stesso Curt Siodmak ma questi fu poi sostituito da Feist poco prima dell'inizio delle riprese.

## Distribuzione
Il film fu distribuito con il titolo Donovan's Brain negli Stati Uniti dal 30 settembre 1953 al cinema dalla United Artists.
Altre distribuzioni:
- in Germania il 2 ottobre 1992 (Donovans Hirn, in TV)
- in Svezia (Donovans hjärna)
- in Brasile (Experiência Diabólica)
- in Finlandia (Toisen miehen tahto)
- in Italia (Il cervello di Donovan)

## Critica
Secondo il Morandini il film è un "angoscioso melodramma, ricco di suspense e suggestivo, nonostante la povertà dei mezzi". Secondo Leonard Maltin il film è una "intrigante storia" che si avvale di una "produzione efficace".
Fantafilm riporta che "Felix Feist mette in scena una buona trasposizione del romanzo di Siodmak avvalendosi di attori ben calati nelle parti" e fa notare che "rispetto ad altre pellicole horror e di fantamedicina degli anni '50, Donovan's Brain prospetta un uso assai spregiudicato della scienza."